# 書写山ロープウェイ

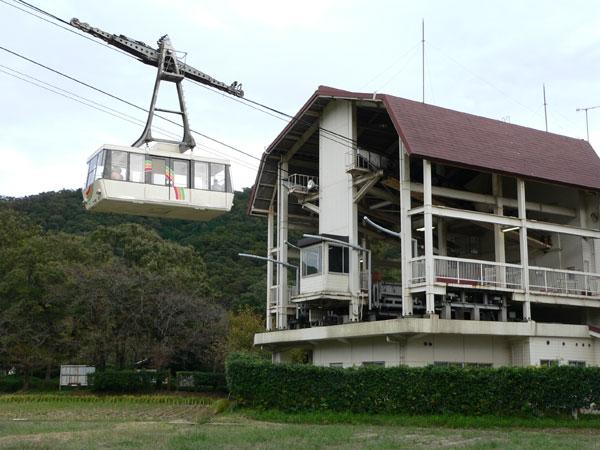
書写山ロープウェイ（山麓駅）

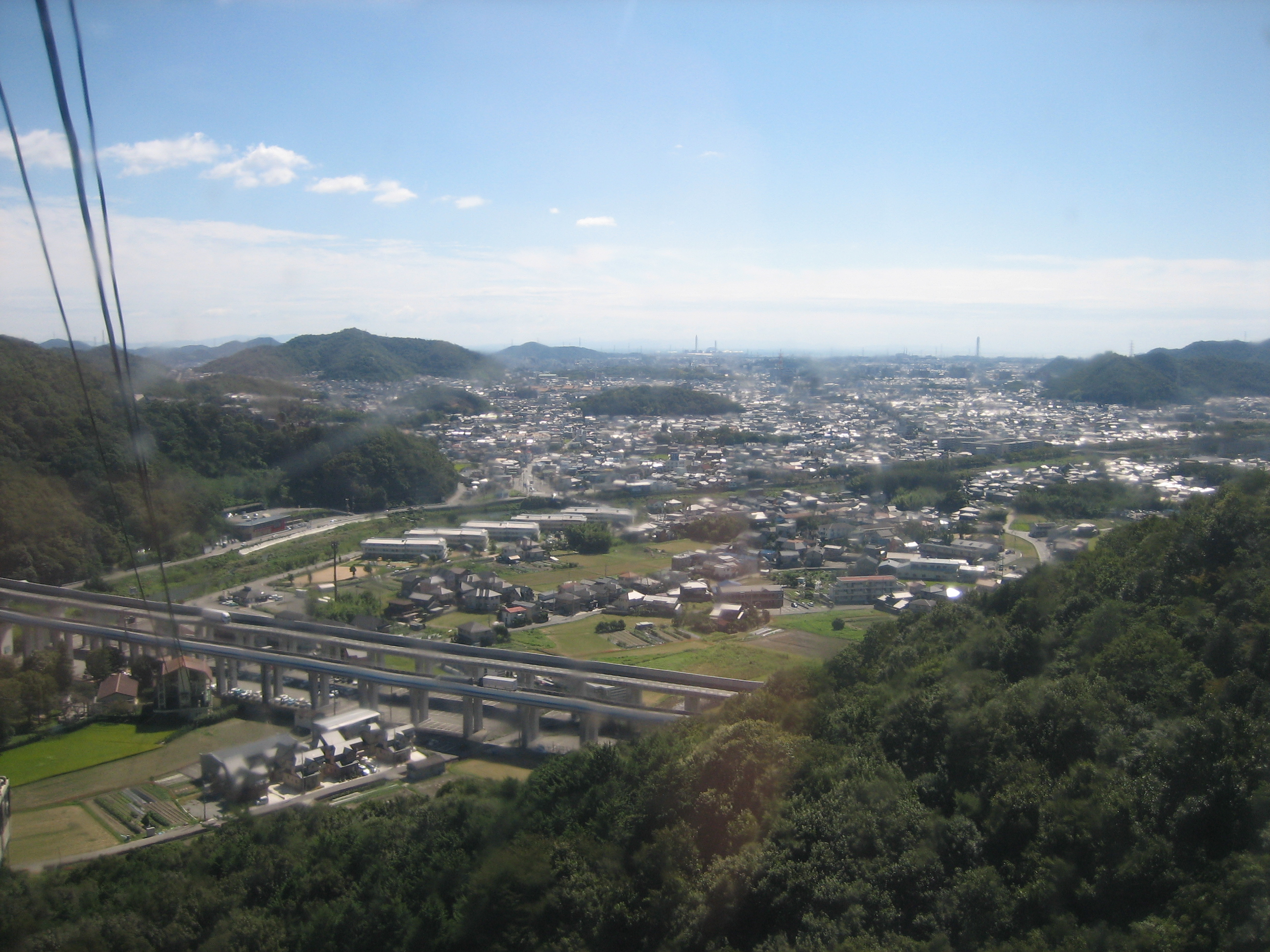
ロープウェイのゴンドラ内から見た姫路市市街地

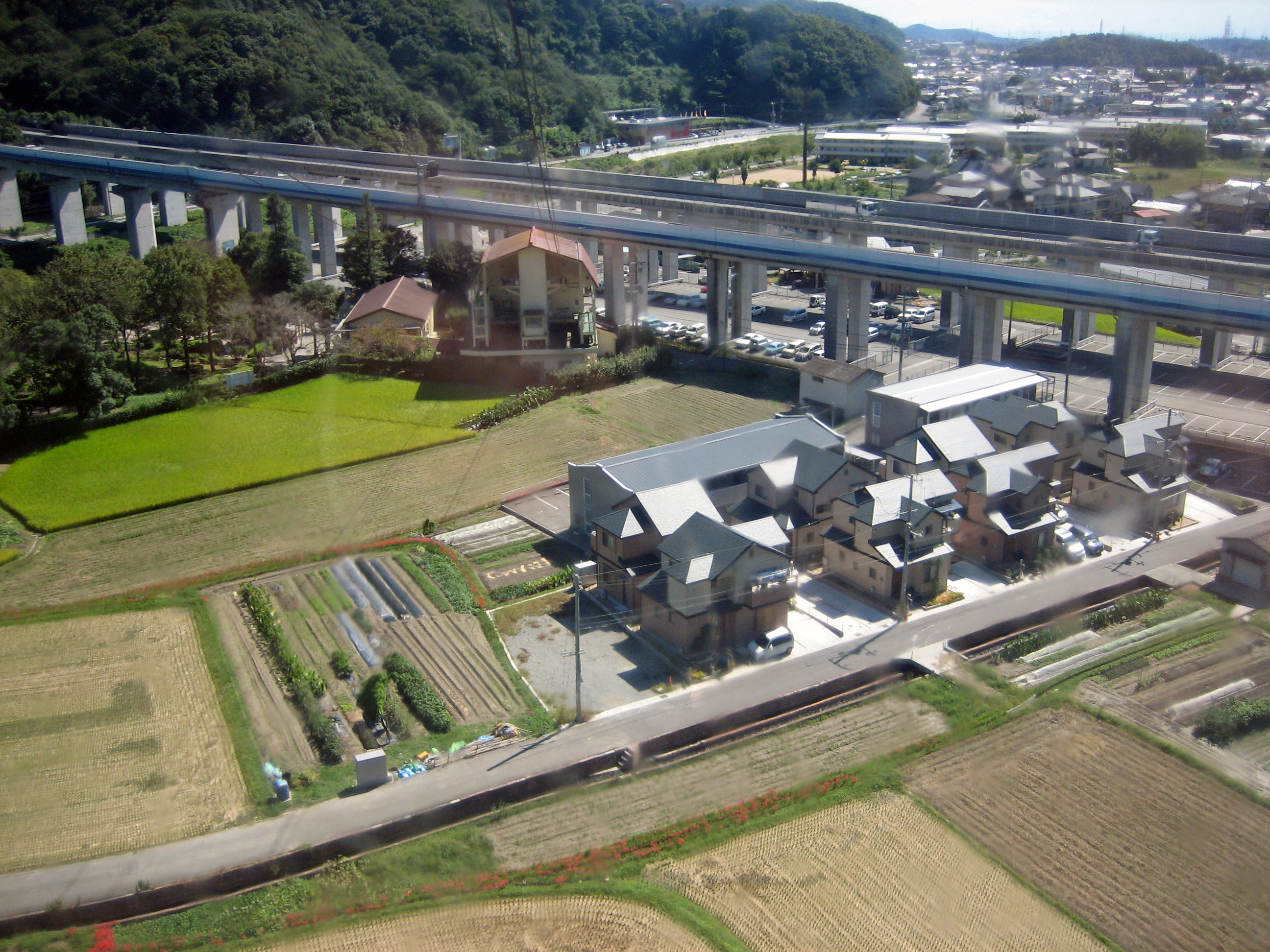
ゴンドラより見た山麓駅

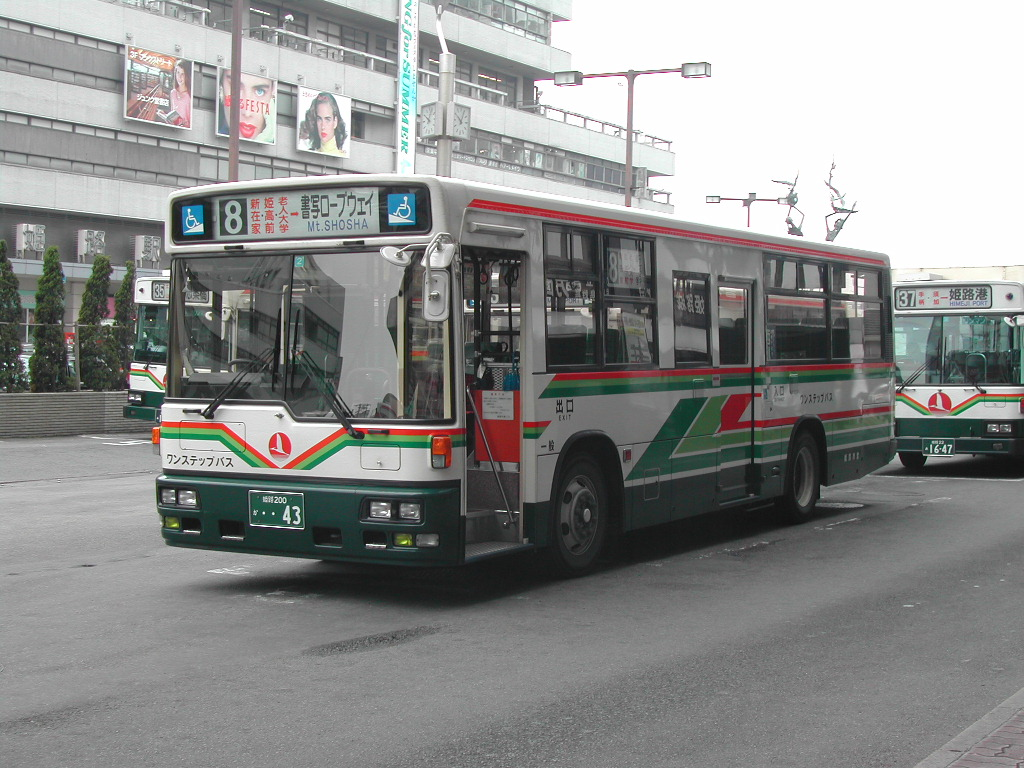
姫路市営バス時代

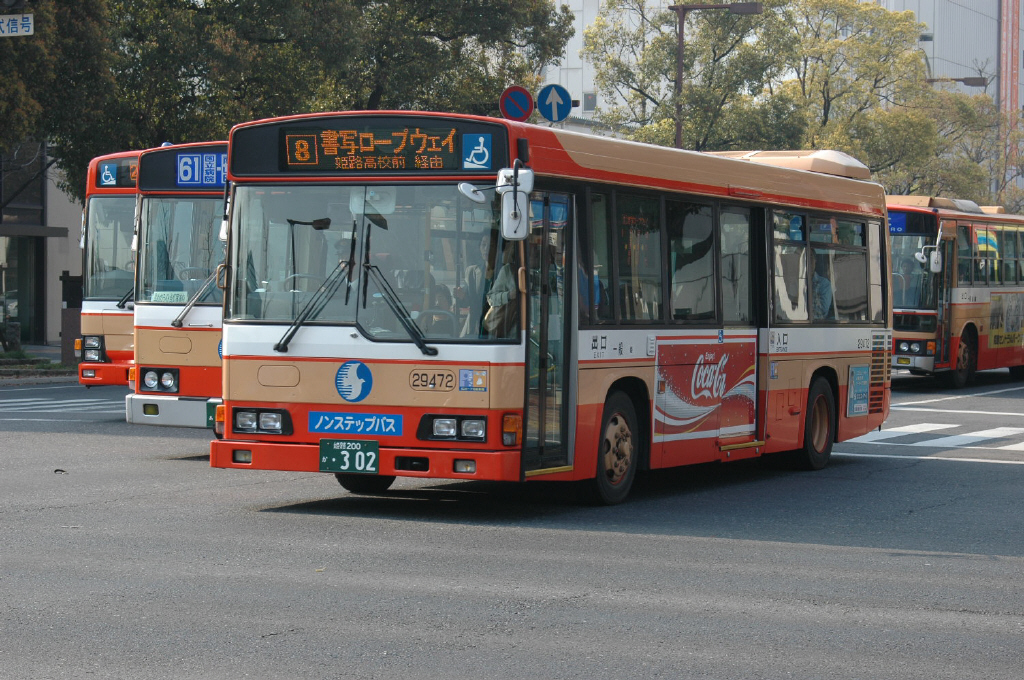
神姫バス移管後

書写山ロープウェイ（しょしゃざんロープウェイ、英語 Mt.Shosya Ropeway）は、兵庫県姫路市の書写山上にある名刹・圓教寺付近と山麓を結んでいるロープウェイである。姫路市が施設を保有しているが、指定管理者制度の導入により、運営業務・施設管理は神姫バスが行っている。

## 歴史
- 1958年[4][6]（昭和33年）3月19日 - 姫路市交通局（後の姫路市企業局交通事業部）が運行するロープウェイとして開業。
- 1992年（平成4年）10月1日 - リニューアルし開業[4]。なお、国土交通省へはこの日を開業日として届出している[5]。
- 2006年（平成18年）4月1日 - 運営が姫路市観光交流推進室（現在の姫路市観光スポーツ局観光文化部観光課）に移管、神姫バスが指定管理者として運行を開始[7]。

## 概要
- 営業距離：781メートル[3][4][5]
- 高低差：211メートル[3][4]
- 最大勾配：27度53分[4]
- 最高運転速度：5メートル毎秒[4]
- 支柱：1基[4]
- 乗車時間：3分50秒[4]
- 定員：65人（全長6メートル、全幅2.4メートル、全高3メートル）
- 方式：3線交走式[4]
- 駅数：2駅（起終点駅のみ）

かつては現施設の北側に平行して安全索道製3線交走式ロープウェイ（定員31名）が存在し、搬器を更新（初代：帝国車両製、2代目：大阪車輌工業製）しつつ運行されていたが、老朽化と輸送力の不足などから1992年（平成4年）に現施設に代替された。3代目のゴンドラは「しろまるひめ」と「かんべえくん」、いずれも姫路市マスコットのラッピングを施した2機が稼働していた。2018年3月にワイドな視界の客車に更新された。2台のゴンドラはかつては「そよかぜ」「さちかぜ」と名づけられていた。
過去の客車。
- 初代 - 1958年（昭和33年）：31人乗
- 2代目 - 1977年（昭和52年）：31人乗
- 3代目 - 1992年（平成4年）：71人乗[4]

## 駅一覧
山麓駅（書写駅） - 山上駅（書写山上駅）
- 駅名の表記について、公式サイトでは「山麓駅」「山上駅」としている。
  - 神姫バスでは、山麓駅前の停留所名を「書写駅」としている。また、国土交通省への届出では「山麓」「書写山上」としている[5]。
  - 大手の時刻表では、山麓駅と山上駅をそれぞれ「書写駅」「書写山上駅」と表記[10]。

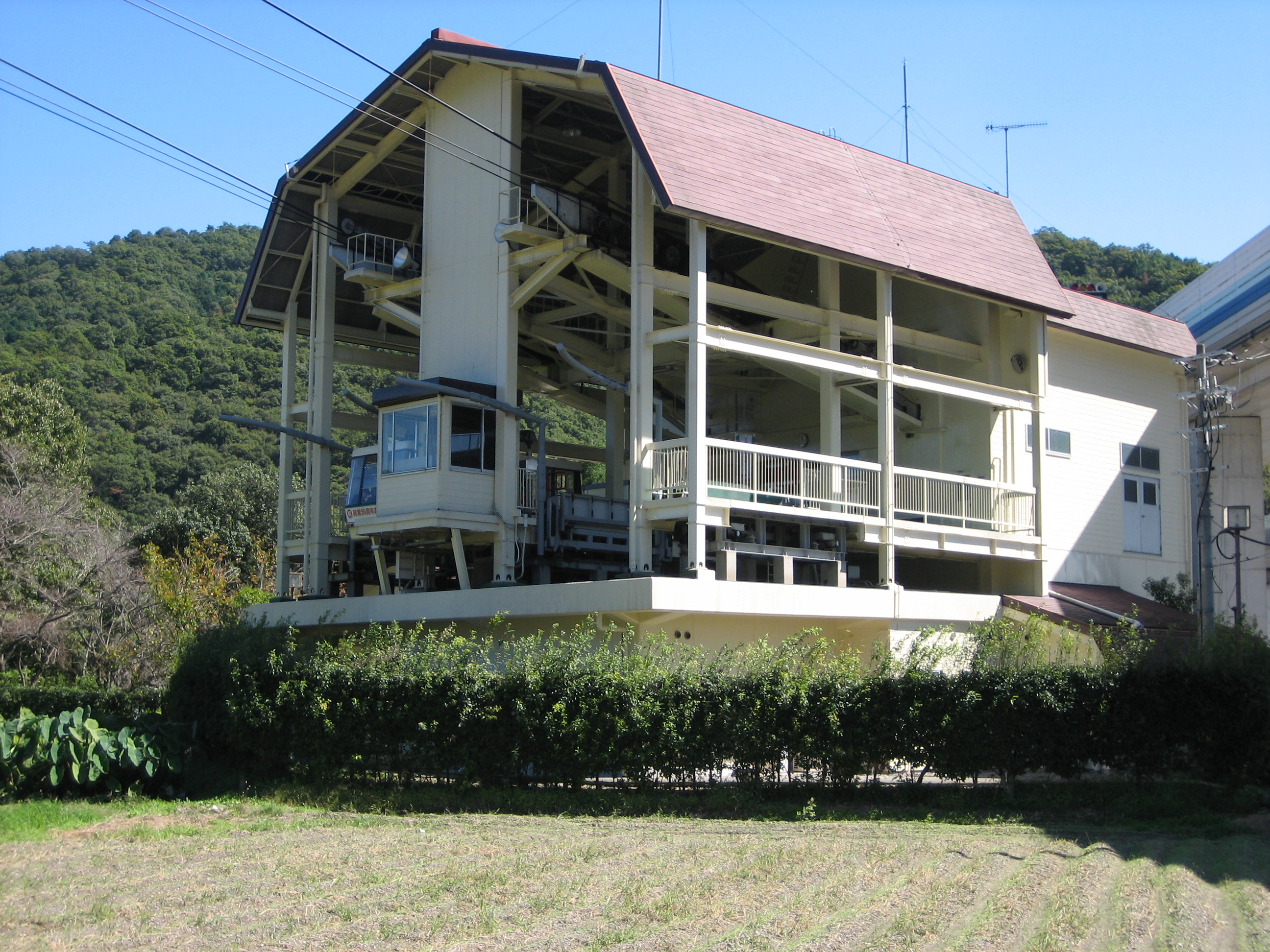
山麓駅
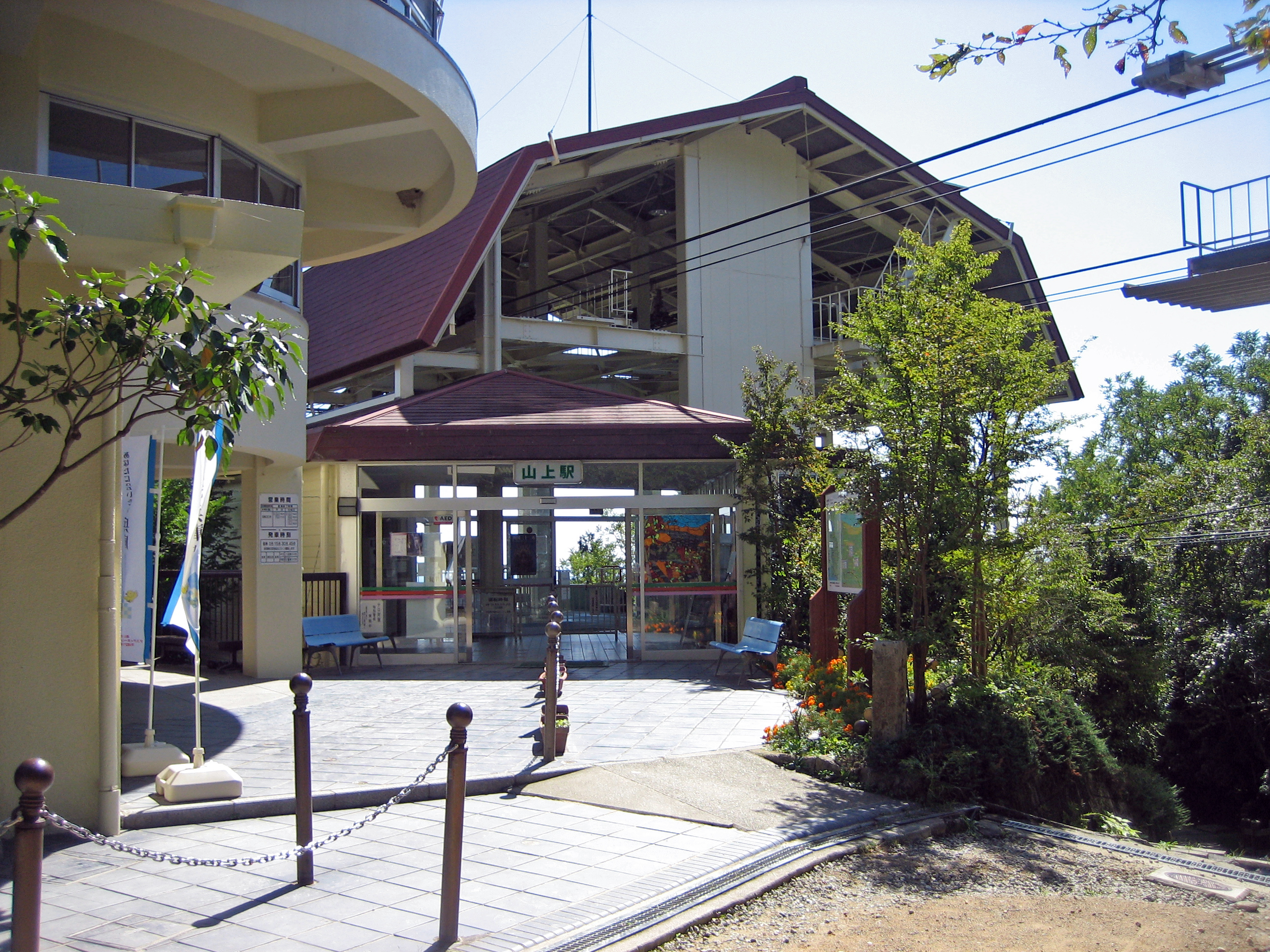
山上駅
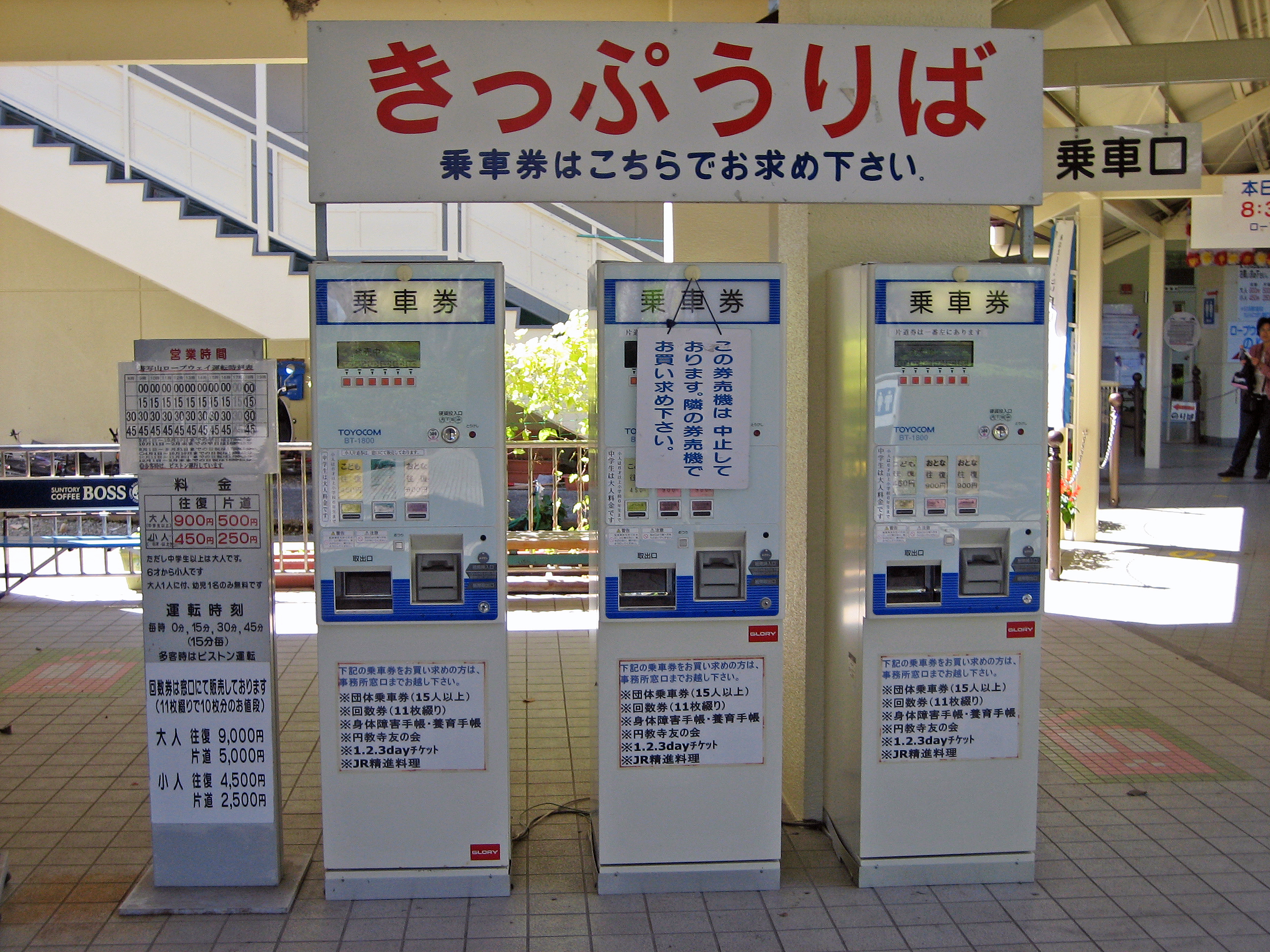
山麓駅内にある乗車券の自動販売機
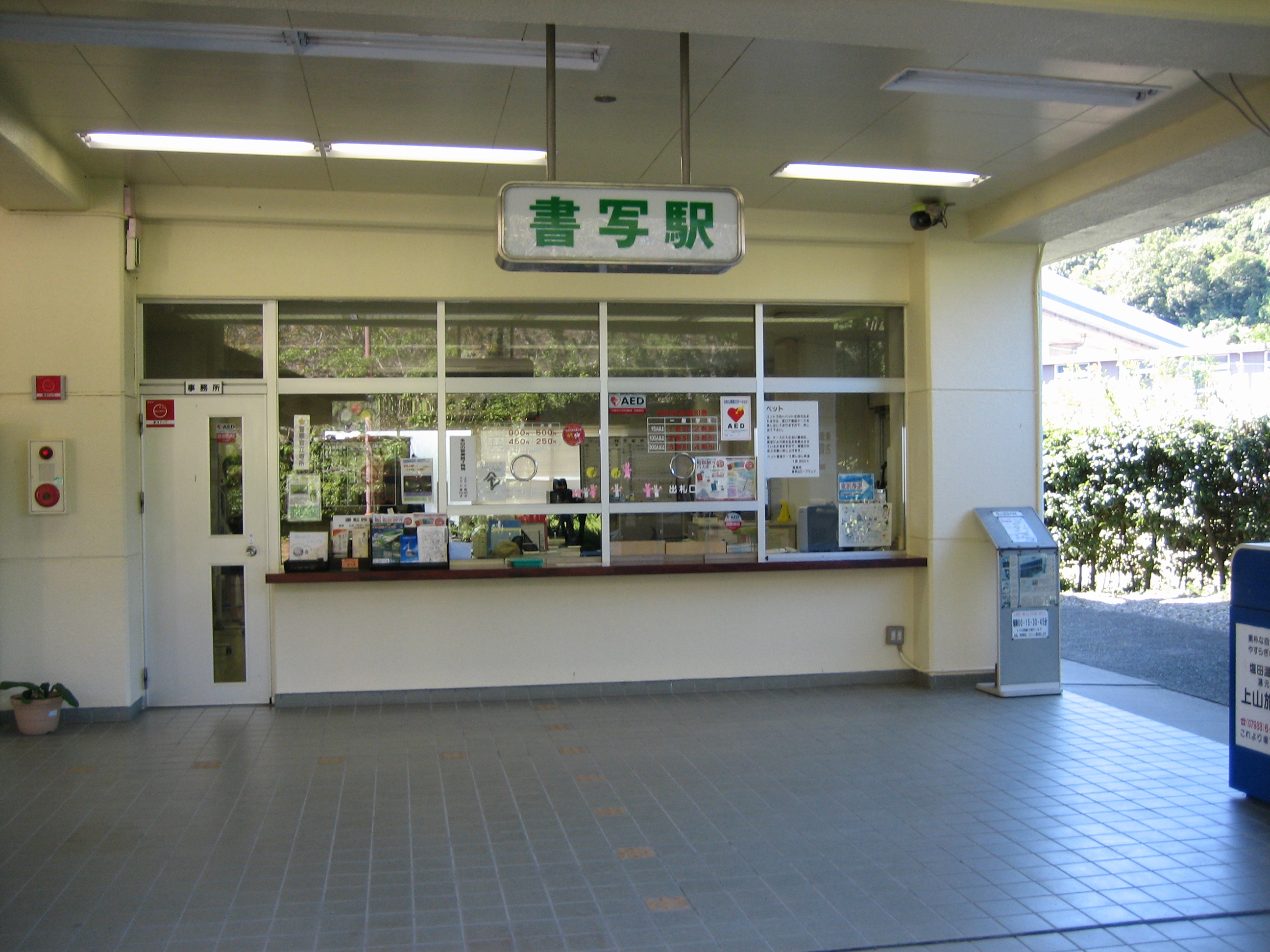
山麓駅内にある乗車券販売所
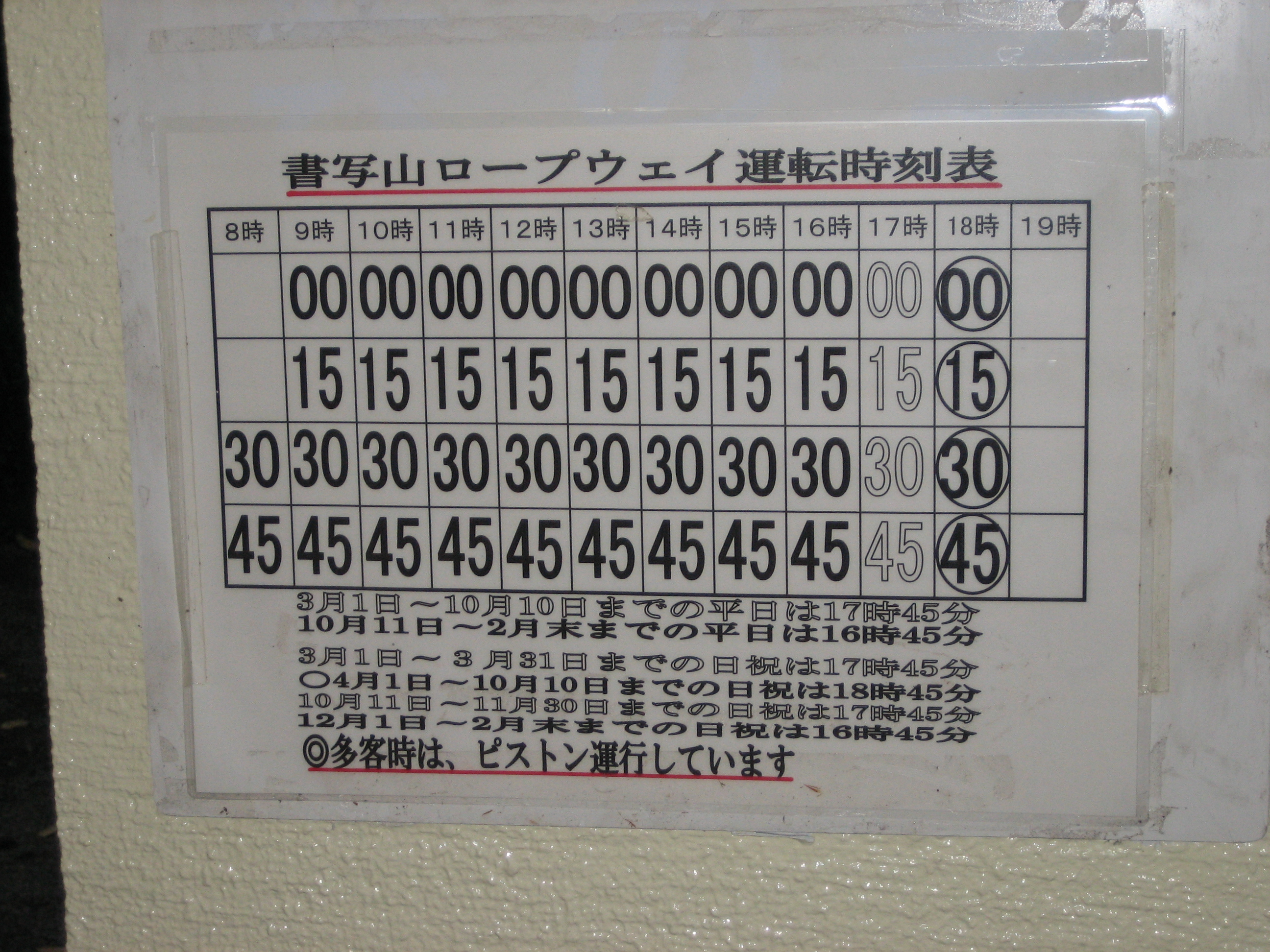
ロープウェイの運転時刻表

## 特徴
- 跳ね上げ式桟橋 - プラットホームに跳ね上げ式桟橋が設けられており[4]、乗車時には降ろして安全にゴンドラに乗れ、進入・発車時には跳ね上げて、比較的高速でもプラットホームにぶつからずに入れる利点がある。
- ガイドの添乗 - 録音ではなく、女性ガイドが添乗して、ロープウェイおよび書寫山圓教寺の説明を行っている。

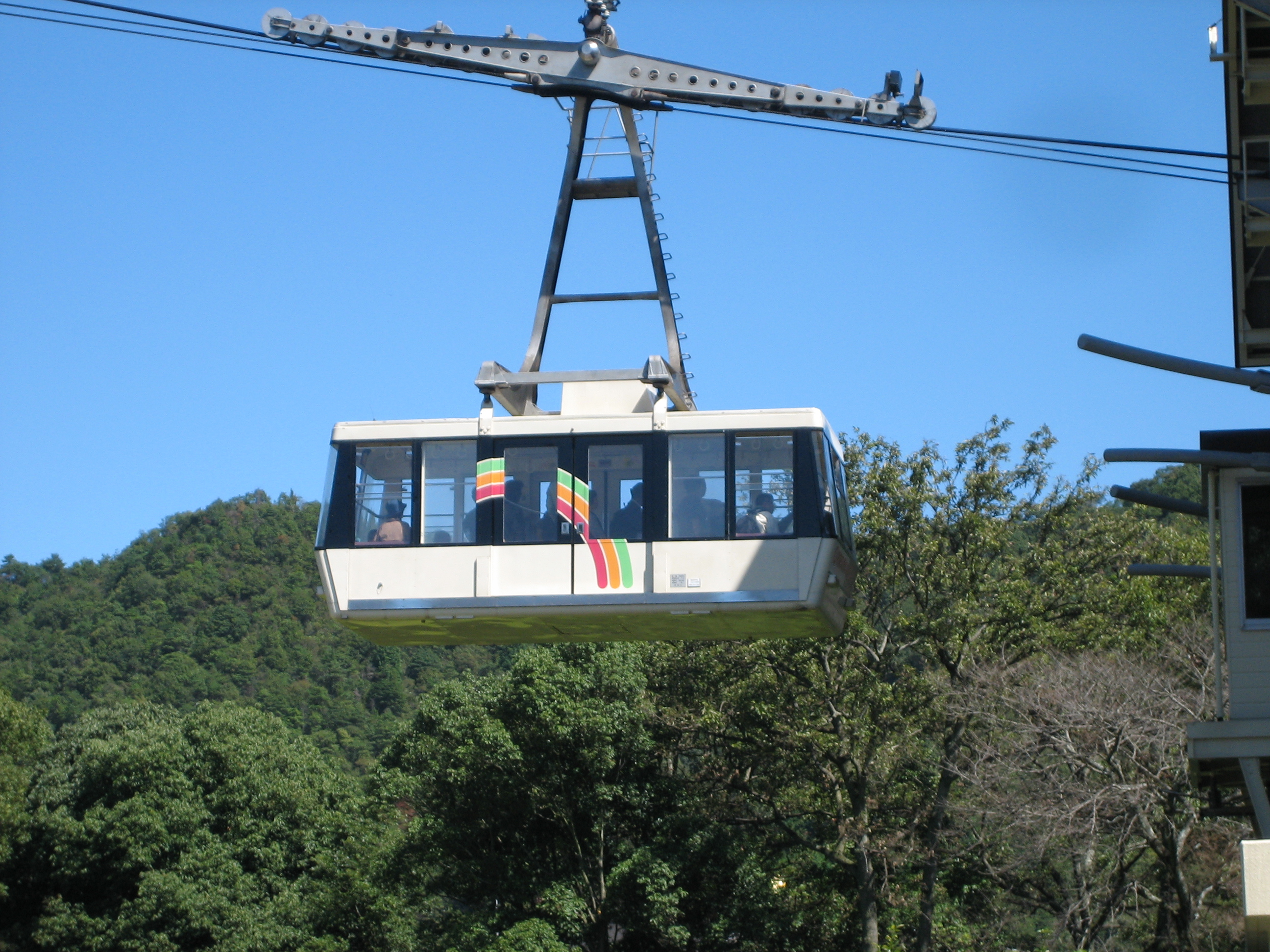
横から見たゴンドラ。
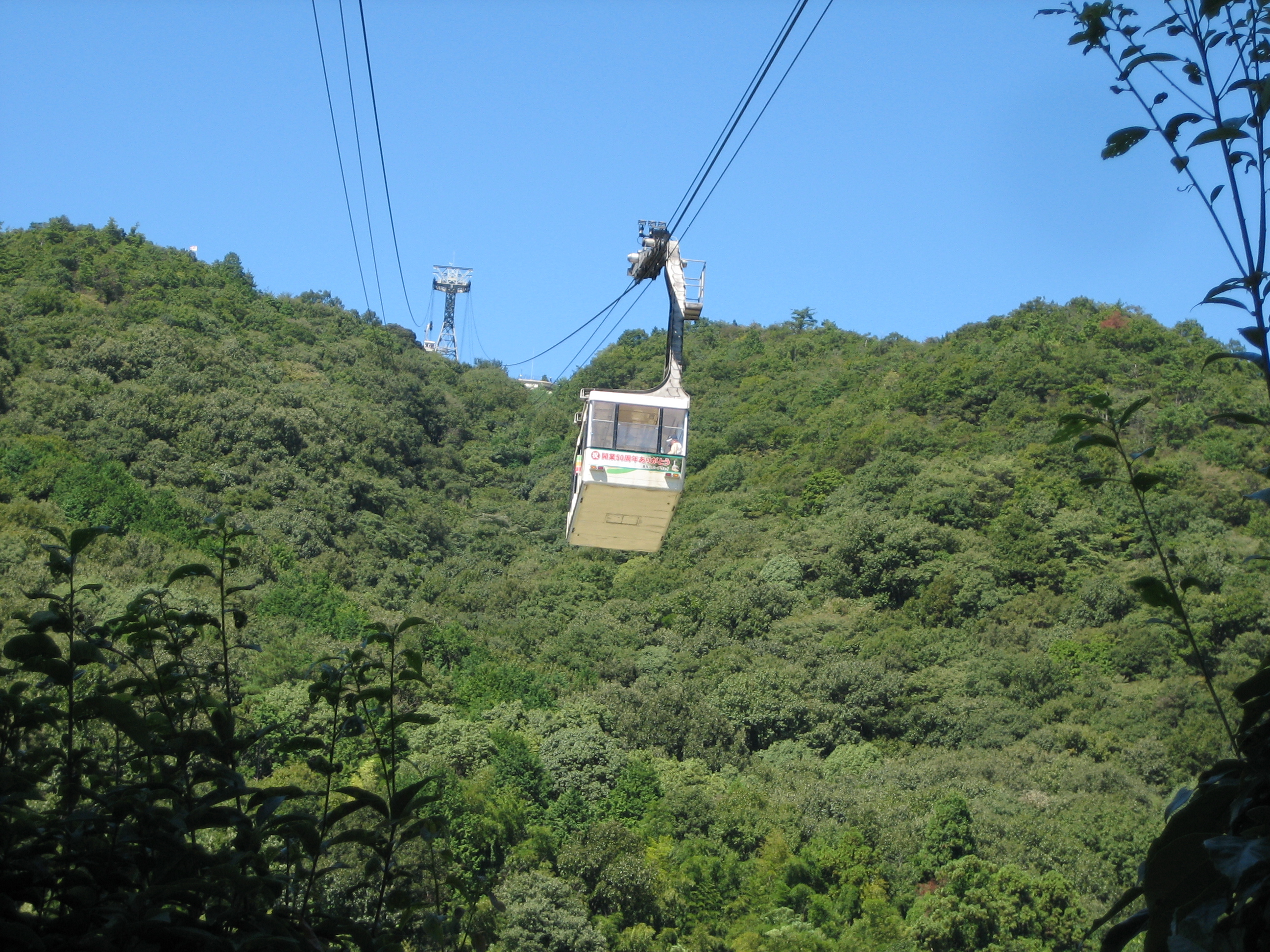
正面下から見たゴンドラ。
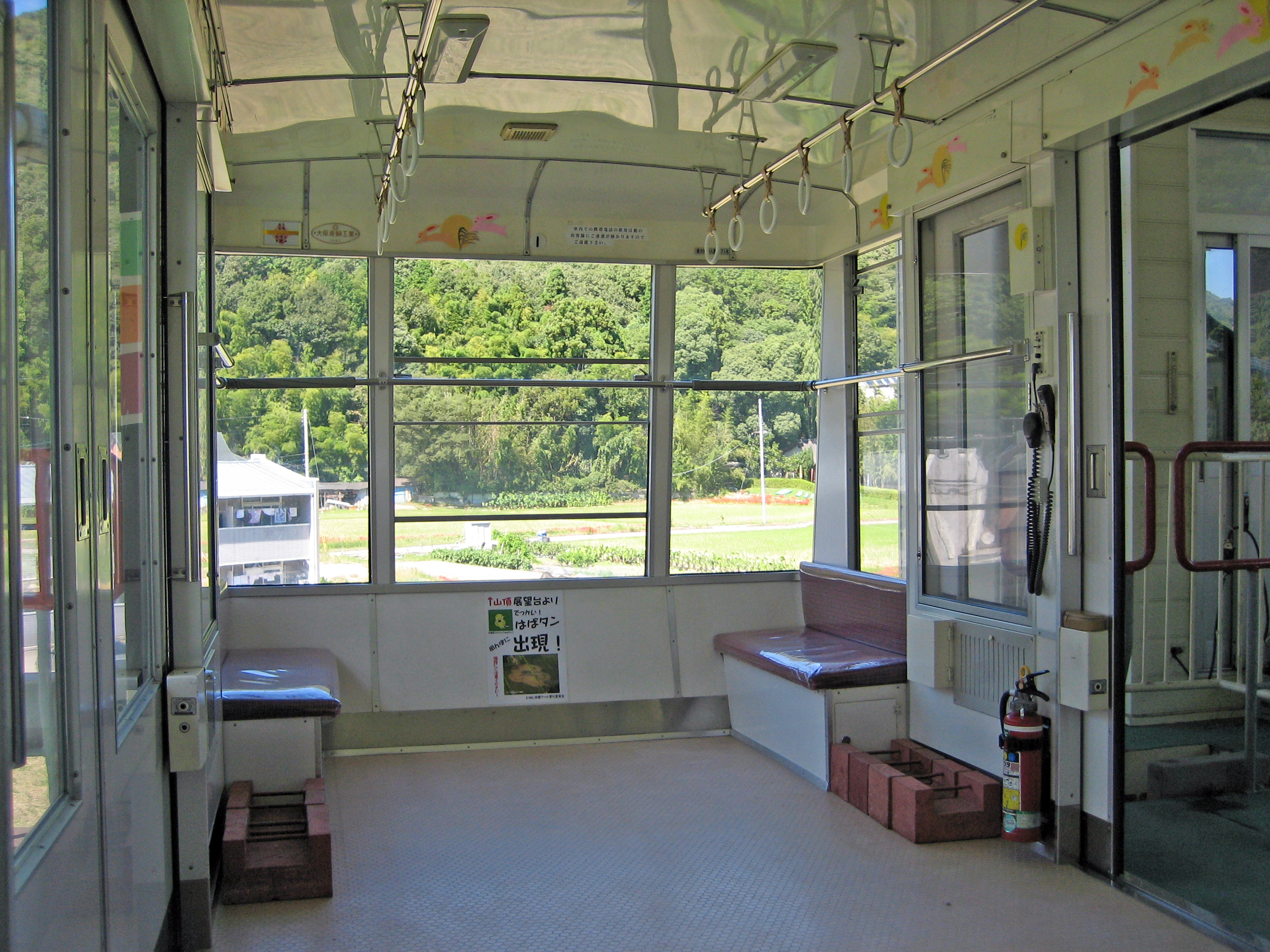
ゴンドラの内部。
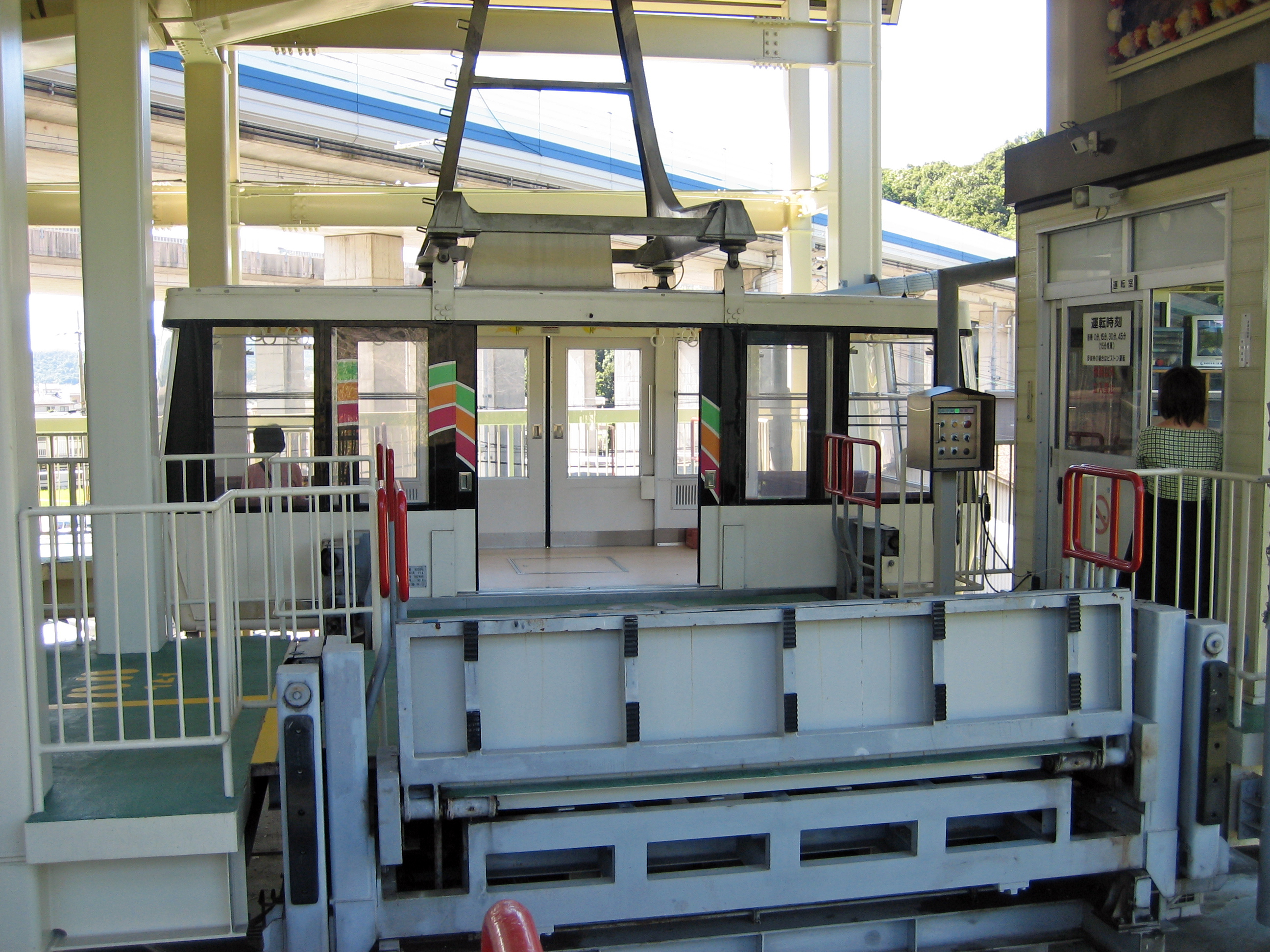
山麓駅に停車中のゴンドラ。右に写っている女性はゴンドラのガイド。
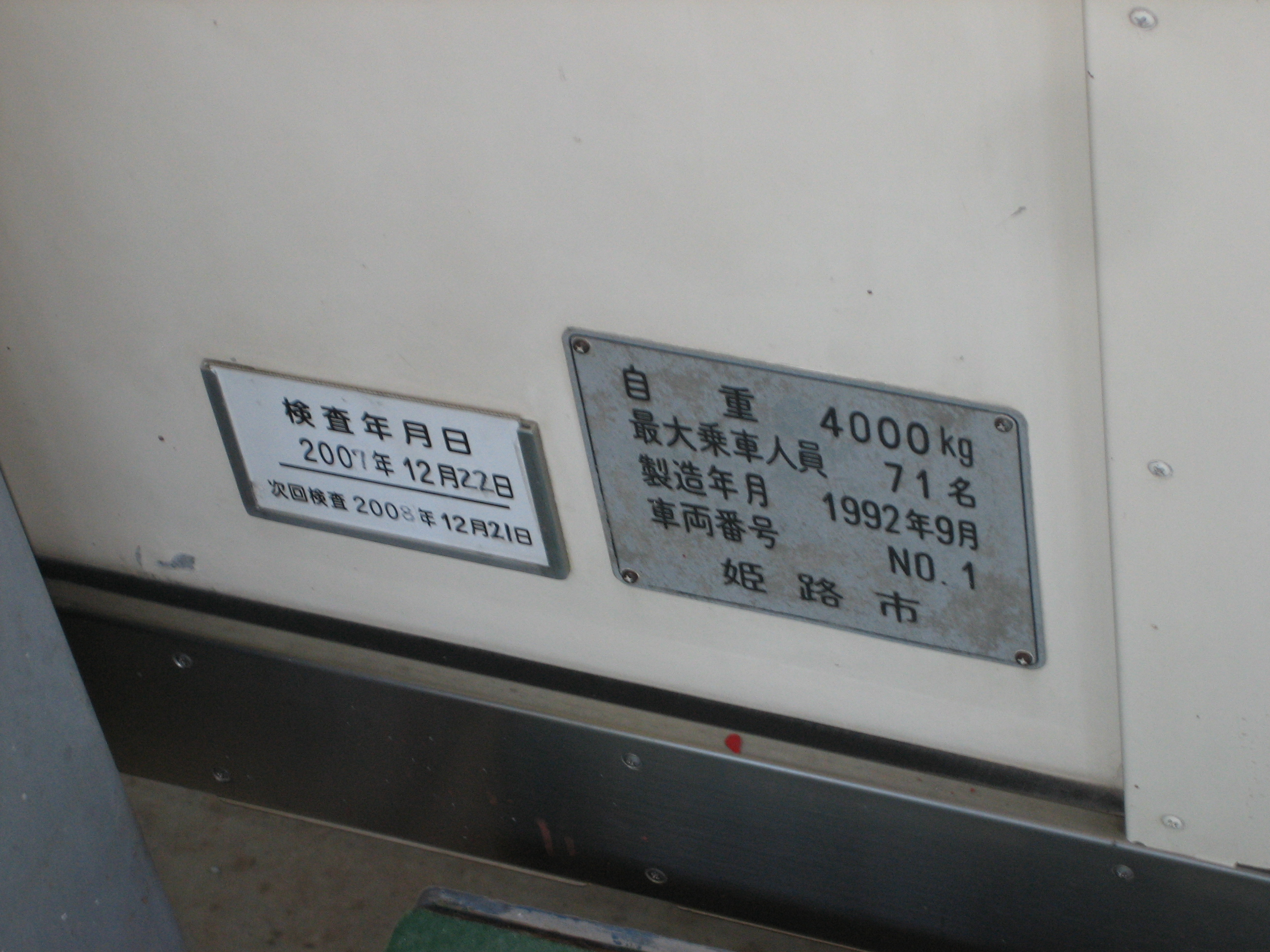
ゴンドラに貼られているプレート。
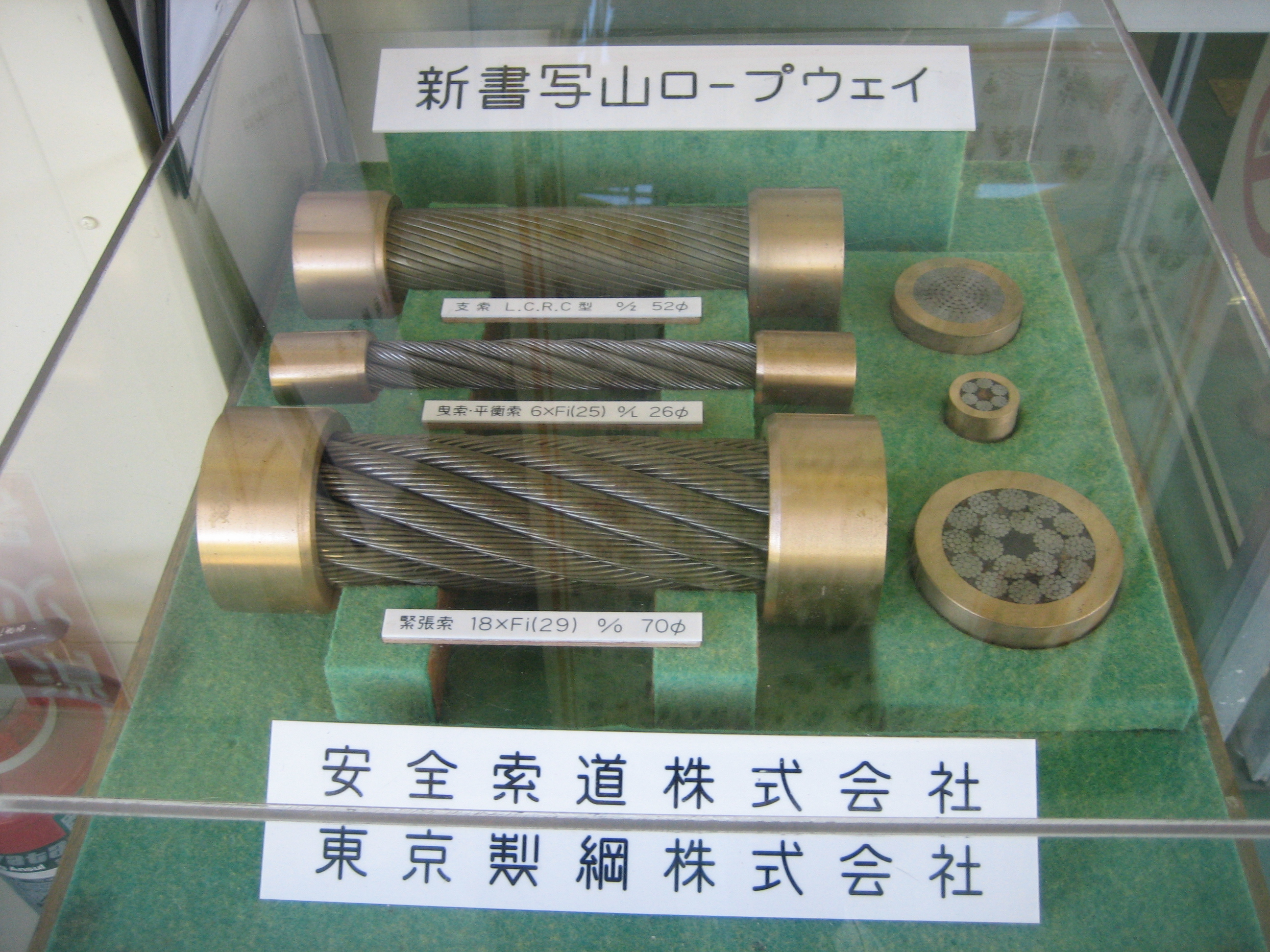
現在ロープウェイに使用されているケーブルの見本。

## 利用状況
年間乗車人員の変遷は下記のとおり。
- 1993年（平成5年） : 54万1,274人
- 1994年（平成6年） : 47万2,796人
- 1995年（平成7年） : 42万7,491人
- 1996年（平成8年） : 45万6,649人
- 1997年（平成9年） : 42万4,162人
- 1998年（平成10年） : 39万8,028人
- 1999年（平成11年） : 38万5,556人
- 2000年（平成12年） : 36万0,143人
- 2001年（平成13年） : 35万9,668人
- 2002年（平成14年） : 38万3,795人
- 2003年（平成15年） : 39万3,225人
- 2004年（平成16年） : 38万2,560人
- 2005年（平成17年） : 35万8,572人
- 2006年（平成18年） : 35万3,080人

## 接続交通等
- 姫路駅から山麓駅（書写山ロープウェイ停留所）まで、神姫バスの路線バス（8系統）が連絡している[1]。所要約25分。
- 山上駅から圓教寺摩尼殿までは、山道を0.8キロメートルほど歩くか、寺運営の有料マイクロバスを利用。開山堂（奥の院）まではさらに徒歩約0.7キロメートル。